# Milton Bradley Company
Milton Bradley Company — американская компания, производитель настольных игр, основанная Милтоном Брэдли в Спрингфилде, Массачусетс, в 1860 году. В 1920 году поглотила производство игр компании McLoughlin Brothers, бывшей крупнейшим производителем игр в США, в 1987 году приобрела компанию Selchow and Righter, создавшую игры Parcheesi и Scrabble.
В 1984 году компания была приобретена компанией Hasbro, Inc., и в настоящее время остаётся одним из её брендов. Занимается распространением настольных игр и иногда видеоигр. В конце 1980-х и начале 1990-х годов компания распространяла в США серии игр, разработанных в Англии компанией Games Workshop (в частности, HeroQuest).

## Ранее выпускавшаяся продукция
- В 1978 году была выпущена разработанная Ральфом Бером и Ховардом Моррисоном электронная игра Саймон[1].